# Chronologie du Louvre-Lens
Pour un article plus général, voir Louvre-Lens#Historique.
Cet article dresse la chronologie du Louvre-Lens.

## Années 2000

### 2000
- Katia Lamy, spécialiste de la reconversion de sites industriels en musées, rédige un rapport interne sur l'optimisation des conditions d'accueil des publics au Louvre[LLα 1].

### 2001
- Henri Loyrette, arrivé à la tête du musée du Louvre, lance une réflexion qui aboutit à un projet de décentralisation du Louvre[LLα 2]. Il prend connaissance du rapport interne rédigé par Katia Lamy. Il lui demande de développer ses investigations[LLα 1].

### 2002
- Daniel Percheron rencontre Catherine Tasca, ministre de la Culture, pour évoquer le sujet d'un Louvre à Lens, mais il en ressort un non de principe. Elle lui fait comprendre que c'est « sans intérêt »[LLα 3]. À l'époque, seules trois villes sont envisagées : Nantes, Montpellier et Lyon[LLα 4].

### 2003
- Avril : le projet d'une nouvelle antenne du Louvre est remis au ministère de la Culture[LLα 1].
- 3 juillet : les grands principes du projet d'antenne du Louvre sont validés[LLα 1].

- Automne : Henri Loyrette se rend à Lille et sa métropole dans le cadre des préparatifs du projet de Lille 2004 (capitale européenne de la culture). Il y rencontre Daniel Percheron qui lui demande si délocaliser le Louvre dans la ville de Lens était envisageable[LLα 2]. À la question de savoir si « une candidature lensoise paraîtrait ridicule à ses yeux », Henri Loyrette répond « Non, au contraire »[LLα 3].
- Une réunion est organisée au ministère de la Culture entre Jean-Jacques Aillagon, Henri Loyrette et Daniel Percheron. Le ministère fait bien comprendre à ce dernier qu'il faudra que la région y mette les moyens financiers[LLα 3].
- À celle de Lens, les villes de Valenciennes, Arras, Boulogne-sur-Mer et Calais viennent se joindre au rang des candidates à l'accueil du nouveau musée[LLα 5].
- Octobre 2003 : les villes de Nantes, Montpellier et Lyon sont abandonnées, les pistes n'auraient même pas existé. Aux villes candidates du Nord-Pas-de-Calais vient s'ajouter Amiens par l'entremise de Gilles de Robien, ministre du gouvernement Jean-Pierre Raffarin. Un délai de quarante-cinq jours est imposé aux candidats pour rédiger un projet[LLα 5].
- Pendant ce délai de quarante-cinq jours, le maire de Lens, Guy Delcourt missionne une équipe pour préparer le projet[LLα 5]. Initialement composée par la directrice générale des services et par la responsable des grands projets urbains, elle est bientôt agrandie par des techniciens de la Mission Bassin Minier et de Communaupole de Lens-Liévin. Une société de communication est missionnée pour réaliser un support écrit[LLα 6].
- 20 novembre : le dossier de Lens est terminé. Sa confection a nécessité 1 500 heures de travail ; 5 000 autres ont été nécessaires aux services pour répondre aux diverses demandes. Un livre d'or récolte huit mille signatures[LLα 6].
- 25 novembre : les lensois font officiellement acte de candidature pour accueillir l'antenne du Louvre[LLα 7].

### 2004
- L'équipe lensoise s'élargit encore avec la venue de l'architecte Olivier Brasse et du cabinet ISIS de Villeneuve-d'Ascq, spécialisé dans l'accessibilité des sites. Quarante-cinq personnes, dont vingt-cinq employés municipaux, travaillent à plein temps sur la candidature[LLα 8].
- 20 juillet : Renaud Donnedieu de Vabres, ministre de la Culture et de la Communication dans le troisième gouvernement Jean-Pierre Raffarin, se rend à Lens pour visiter le site de la fosse no 9 des mines de Lens. Son passage marque l'aboutissement de 12 000 heures de travail, ainsi que de 1 500 heures nécessaires à la préparation du site. C'est à cette époque que vient l'idée de comparer les terrils nos 74 et 74A de la fosse no 11 - 19 avec les pyramides de Gizeh[LLα 8].

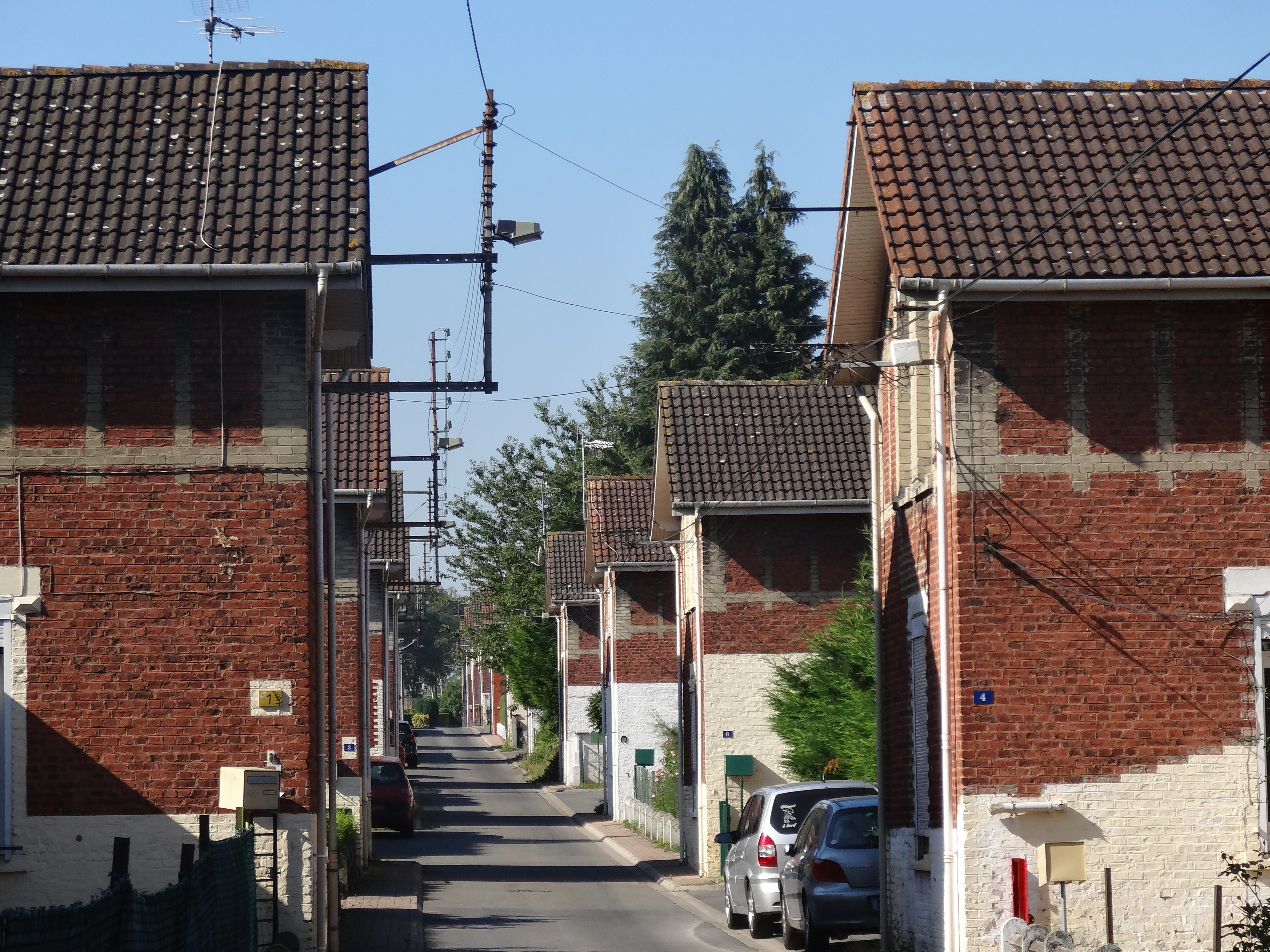
La cité Jeanne d'Arc, où vivent les mamies du Louvre.

Les conditions météorologiques excellentes aidant, Renaud Donnedieu de Vabres est très satisfait du site, mais également du dossier réalisé par la commune de Lens. Le ministre, descendant du carreau de fosse pour arriver dans la cité Jeanne d'Arc, rencontre trois veuves de mineurs : Helena Prebillac, Sophie Jolebiowski et Marie Lebriez (décédée avant l'ouverture du musée). L'une d'entre elles dit « Ce serait bien de voir le Louvre arriver sur une ancienne fosse ! Mon mari est mort de la silicose après avoir tant donné pour les mines [...] Même avec une canne on irait le visiter, le musée ! ». Elles deviennent des symboles et sont régulièrement nommées « les mamies du Louvre ».
- Henri Loyrette, bien que rien ne soit encore décidé, est convaincu de l'intérêt de placer le musée à Lens, et pèse de tout son poids sans les débats[LLα 10].
- 29 novembre : Jean-Pierre Raffarin, premier ministre, annonce officiellement que Lens est choisie pour accueillir l'antenne du Louvre[LLα 10].
- L'appel d'offres pour la construction du musée est lancé[LLα 11].

### 2005
- 7 mars : avant la date butoir, ce sont 120 candidatures qui ont été enregistrées à la suite de l'appel d'offres lancé par le conseil régional[LLα 11].
- Les programmistes estiment que l'appel d'offres les concernant n'est pas assez lisible en dehors de la région, et qu'ils n'ont pas pu y répondre dans les délais prévus. Une procédure est lancée auprès du tribunal administratif, mais Régis Caillau, coordinateur du projet Louvre-Lens au conseil régional, propose de faciliter les candidatures tardives[LLα 11].
- Les membres du projet scientifique et culturel affinent la réflexion autour du budget, et en déduisent que 117 millions d'euros devraient être nécessaires[LLα 12].
- 12 mai : Renaud Donnedieu de Vabres revient à Lens pour officialiser le choix des candidats finalistes et pour cosigner une convention-cadre, le protocole d'accord[LLα 7], au stade Félix-Bollaert. Les autres signataires sont le conseil régional, le conseil général, la commune, l'État et la communauté d'agglomération[LLα 12]. Un cahier des charges très précis est établi[LLα 13].
- Les six demi-finalistes sont désignés[LLα 13] :
  - Jérôme de Alzua, architecte lillois, associé au cabinet Flint ;
  - Anne Lacaton et Jean-Philippe Vassal, architectes parisiens ;
  - Rudy Ricciotti, dont le cabinet d'architecture est situé à Bandol ;
  - Zaha Hadid (Irak-Londres), lauréate du prix Pritzker en 2004 ;
  - Kazuyo Sejima et Ryūe Nishizawa, architectes japonais de SANAA ;
  - Steven Holl, architecte américain, associé au cabinet cambrésien de Coldefy[LLα 13].
- 27 juillet : les dossiers sont apportés à la direction du service culturel au conseil régional par les différentes équipes. Michel Forgue, ingénieur-économiste pour SANAA arrive le premier à 9 h 50, tandis que Jérôme de Alzua arrive sixième et dernier à 11 h 25, soit trente-cinq minutes avant la fin du délai imparti[LLα 13].
- 10 août : les maquettes sont à leur tour apportés à la direction du service culturel au conseil régional par les différentes équipes[LLα 13].
- 13 septembre : un jury constitué de dix-huit membres se réunit à Lille dans le but de donner son avis sur les différents projets et doit dresser un classement[LLα 13]. Sans que cela ne soit prévu, les avis sont partagés entre deux groupes différents : les politiques et les architectes, dont Jean Nouvel[LLα 14]. Les dossiers des candidats sont anonymes : les jurés votent donc pour un projet, pas pour des personnes. Trois candidatures sont sélectionnées, les autres sont écartées. On a ainsi 7 715 points pour le projet de Rudy Ricciotti, 7 645 points pour le projet de Kazuyo Sejima et Ryūe Nishizawa et 6 890 points pour le projet de Zaha Hadid. Les architectes sont favorables au projet de Rudy Ricciotti, Henri Loyrette a choisi celui de SANAA tandis que les politiques préfèrent celui de Zaha Hadid qui est en lien fort avec la ville[LLα 14].
- 26 septembre : le projet de l'agence d'architecture SANAA est retenu[LLα 11],[LLα 7], par vingt-deux voix pour et vingt-deux contre, mais Daniel Percheron dispose d'une voix prépondérante. Le vote ne porte d'ailleurs que sur l'acceptation ou le refus du projet de SANAA[LLα 15]. Zaha Hadid a dû s'effacer car elle avait fait « très mauvaise impression », quant au projet de Rudy Ricciotti[LLα 16], il se trouve en majorité sous terre. Outre des difficultés quant à la préservation des œuvres à cause de la nappe phréatique peu profonde, le projet est décrit par Guy Delcourt comme « une véritable offense au bassin minier », en ce sens qu'il propose de repartir au fond[LLα 16]. Quelques polémiques naissent, mais finissent par disparaître[LLα 16]. Le montant global du projet de SANAA, à savoir les travaux et les honoraires, à l'exclusion du parc, coûte 79 333 600 euros[LLα 17]. Le même jour, Catherine Mosbach est également désignée comme paysagiste[LLα 18].

### 2006
- Il est estimé que l'enveloppe de 117 millions d'euros allouée au musée et au parc ne suffira pas. Jean Nouvel avait d'ailleurs déjà insisté sur la possibilité d'une augmentation des coûts en raison « d'une technicité trop grande et encore mal maîtrisée »[LLα 17]. Pour réduire ces coûts, des « détails » sont changés : la hauteur sous plafond passe notamment de 6,50 mètres à six mètres... En revanche, l'étude géothermique montre que la nappe phréatique permettra de mettre en place un système géothermique. Les honoraires sont baissés, mais rien n'y fait, de manière officieuse, le coût de 150 millions d'euros est déjà avancé par des proches du dossier[LLα 17].
- Une délégation composée d'élus régionaux et locaux, ainsi que de responsables du Louvre, se rend au musée Guggenheim de Bilbao[LLα 19].

### 2007
- Début d'année : l'ouverture au public du Louvre-Lens est toujours prévue pour l'année 2009[LLα 20].
- 7 février : Daniel Percheron convoque un représentant de l'agence SANAA[LLα 20], et exige des propositions définitives en ce qui concerne la toiture et l'éclairage des salles. Il laisse jusqu'au 16 février, et menace de résilier les contrats si rien ne progresse[LLα 21]. Durant cette période, diverses hypothèses sont en présence, dont celle de prendre le projet de Rudy Ricciotti, ou celle, plus sérieuse, de lancer un nouvel appel d'offres[LLα 21].
- 16 février : de nouvelles propositions sont faites, mais le coût estimé passe de 117 à 127 millions d'euros[LLα 21].
- 21 mai : l'avant-projet sommaire est validé, mais huit à dix mois ont été perdus[LLα 21].
- 12 novembre : la commission permanente du conseil régional adopte l'avant-projet définitif avec vingt-sept voix pour, sept contre, et six abstentions[LLα 22].
- 23 novembre : la maquette du musée est officiellement présentée dans l'hémicycle du conseil régional[LLα 22].

### 2008
- 30 juin 2008 : les appels d'offres sont lancés, mais personne, ou presque, ne fait de propositions intéressantes sur la base de 127 millions d'euros[LLα 7]. Les appels d'offres sont revus dans le détail. Un cout global allant de 150 à 180 millions d'euros est officiellement évoqué[LLα 23].
- Automne : les nouveaux appels d'offres sont lancés[LLα 23].
- Avec la crise des subprimes, les entreprises du BTP réduisent leurs devis. Initialement estimé à 102 millions d'euros[LLα 23], le choix s'est porté sur l'offre à 83 millions d'euros. Eiffage remporte le gros œuvre tandis que Permasttelisa obtient la charpente métallique et les façades. Quant au lot du parc, il est mis en attente, et sert de variable d'ajustement[LLα 24].
- Les fonds européens (FEDER) attribués pour les dépenses d'investissement passent de vingt à trente millions d'euros. Dans le cadre du contrat de plan, l'État s'engage pour six millions d'euros[LLα 24].

### 2009
- 5 octobre : le second appel d'offres, divisé en seize lots, est fructueux. L'enveloppe est proche des 150 millions d'euros prévus[LLα 7].
- 4 décembre : la première pierre est posée. Une centaine de personnalités est présente, parmi lesquelles le ministre de la Culture Frédéric Mitterrand, Henri Loyrette, Daniel Percheron, Kazuyo Sejima, Ryūe Nishizawa, Catherine Mosbach, l'ensemble des élus concernés, dont Guy Delcourt[LLα 25]. La maison du projet ouvre ses portes[LLα 26].
- 12 décembre : les travaux commencent effectivement. Ce sont 130 000 m2 de terres qui doivent être déplacés et replacés sur le site, dans le parc[LLα 26].

## Années 2010

### 2010
- Juin : Michel Desvigne, associé au cabinet d'architectes Portzamparc, est désigné mandataire pour l'aménagement des alentours du Louvre-Lens[LLα 27],[LLα 28].
- Octobre : Euralens créé un périmètre de développement prioritaire de 10 km2 autour du musée[LLα 7].
- Décembre : l'Établissement Public de Coopération Culturelle est créé. Cette structure autonome est l'entité juridique du musée[LLα 7].

### 2011

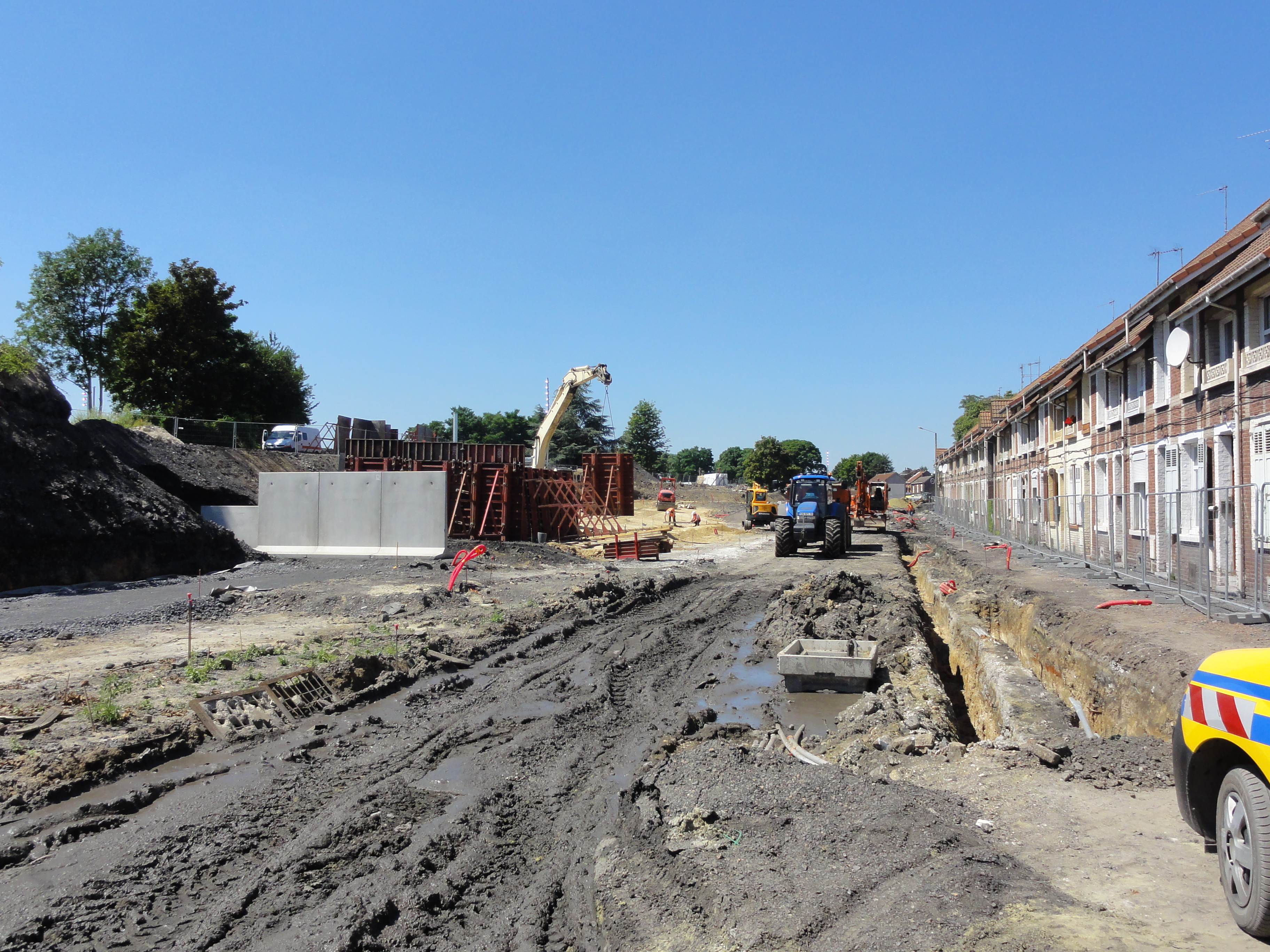
La rue face au Louvre-Lens en travaux à l'été 2012.

- 1er juin : Xavier Dectot est officiellement nommé directeur du musée, à l'âge de 38 ans[LLα 7].
- Novembre : le schéma directeur est validé[LLα 28],[LLα 29].
- 4 novembre : Le bâtiment administratif est mis en service[LLα 30]. Il est le premier à être terminé sur le site, et est le siège de l'Établissement Public de Coopération Culturelle[LLα 7].
- Décembre : les premiers travaux de voirie commencent[LLα 29].

### 2012
- 30 juin : le bassin minier du Nord-Pas-de-Calais est inscrit sur la liste du patrimoine mondial par l'Unesco[LLα 31]. Autour du site, la cité pavillonnaire no 9, l'église Saint-Théodore, l'école, le logement d'instituteur, la maison d'ingénieur, et la cité pavillonnaire Jeanne d'Arc, font partie des biens inscrits et constituent une partie du site no 63[1].
- 16 août : Xavier Dectot, directeur du musée, prend officiellement possession de ses clés[LLα 32].
- 20[LLα 7] ou 22 août[LLα 33] : les premières œuvres arrivent au Louvre-Lens[LLα 33].
- Automne : les derniers travaux du musée sont achevés[LLα 32].
- 4 décembre : le Louvre-Lens est inauguré[LLα 34].
- 7 au 9 décembre : le musée est ouvert prioritairement aux populations du bassin minier[LLα 7].
- 12 décembre : le musée est officiellement ouvert au public[LLα 7], avec les expositions La Galerie du temps, Renaissance[LLδ 1],[LLδ 2] et Le Temps à l'œuvre[LLδ 3].

### 2013

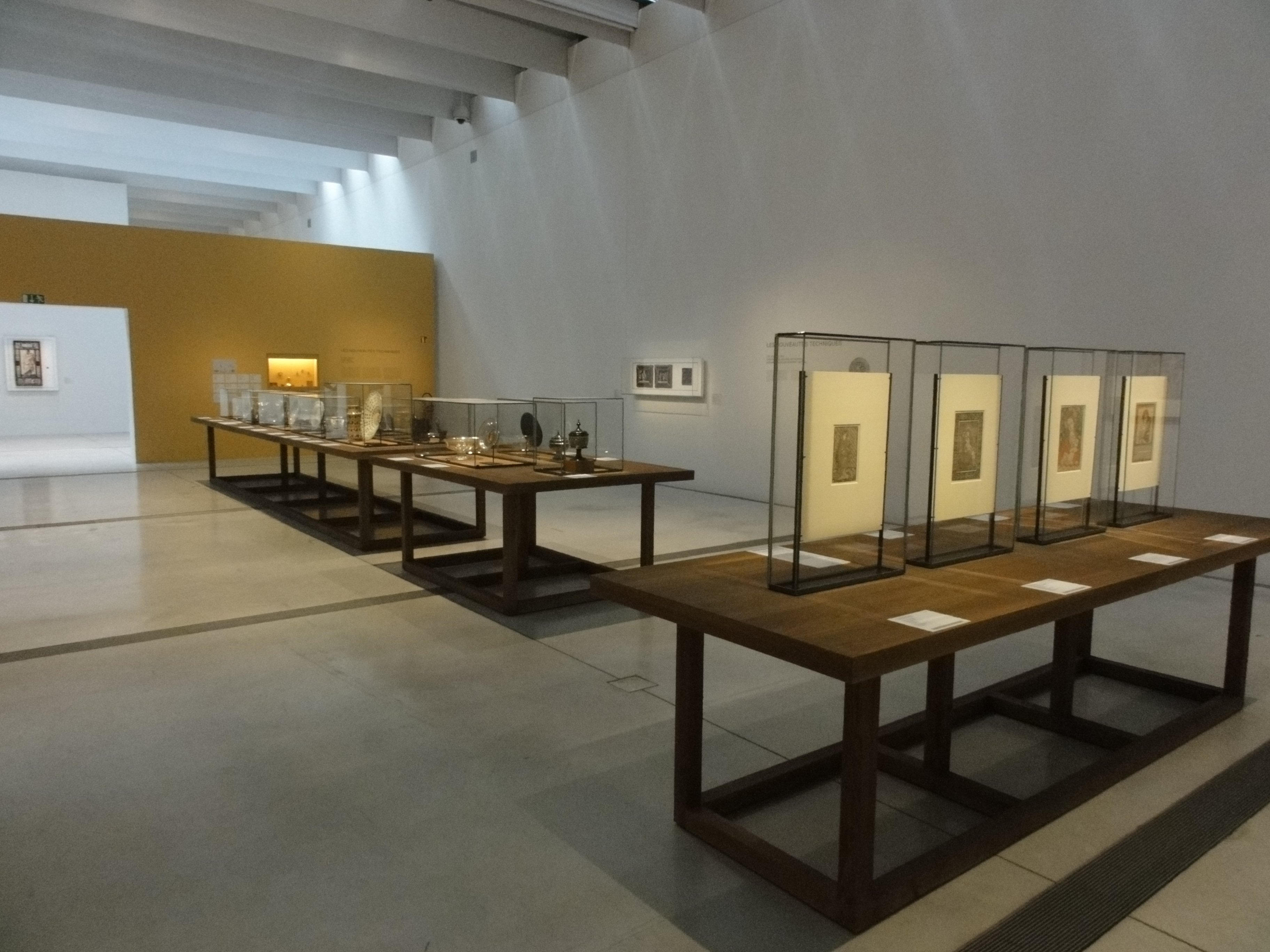
Renaissance, un peu plus de 150000 visiteurs.

- 7 février : La Liberté guidant le peuple d'Eugène Delacroix exposée comme pièce majeure dans La Galerie du temps a été vandalisée par une jeune femme de 28 ans qui y a inscrit au feutre AE911. La restauratrice est parvenue à retirer l'inscription le lendemain matin[2],[3].
- 11 mars : l'exposition Renaissance se termine[LLδ 1], après avoir accueilli un peu plus de 150 000 visiteurs. À cette date, le musée a accueilli 330 000 visiteurs depuis son inauguration[4].
- 22 mai : l'exposition L'Europe de Rubens débute[B 1].
- 23 septembre : l'exposition L'Europe de Rubens se termine[B 1], elle a accueilli 128 000 visiteurs[5].
- 21 octobre : l'exposition Le Temps à l'œuvre se termine[LLδ 3].
- 18 novembre : Kazuyo Sejima et Ryue Nishizawa, ainsi que la région Nord-Pas-de-Calais, reçoivent le prix de l'Équerre d'argent pour le Louvre-Lens[6].
- 5 décembre : les expositions Les Étrusques et la Méditerranée et Voir le sacré débutent[7],[8].

### 2014

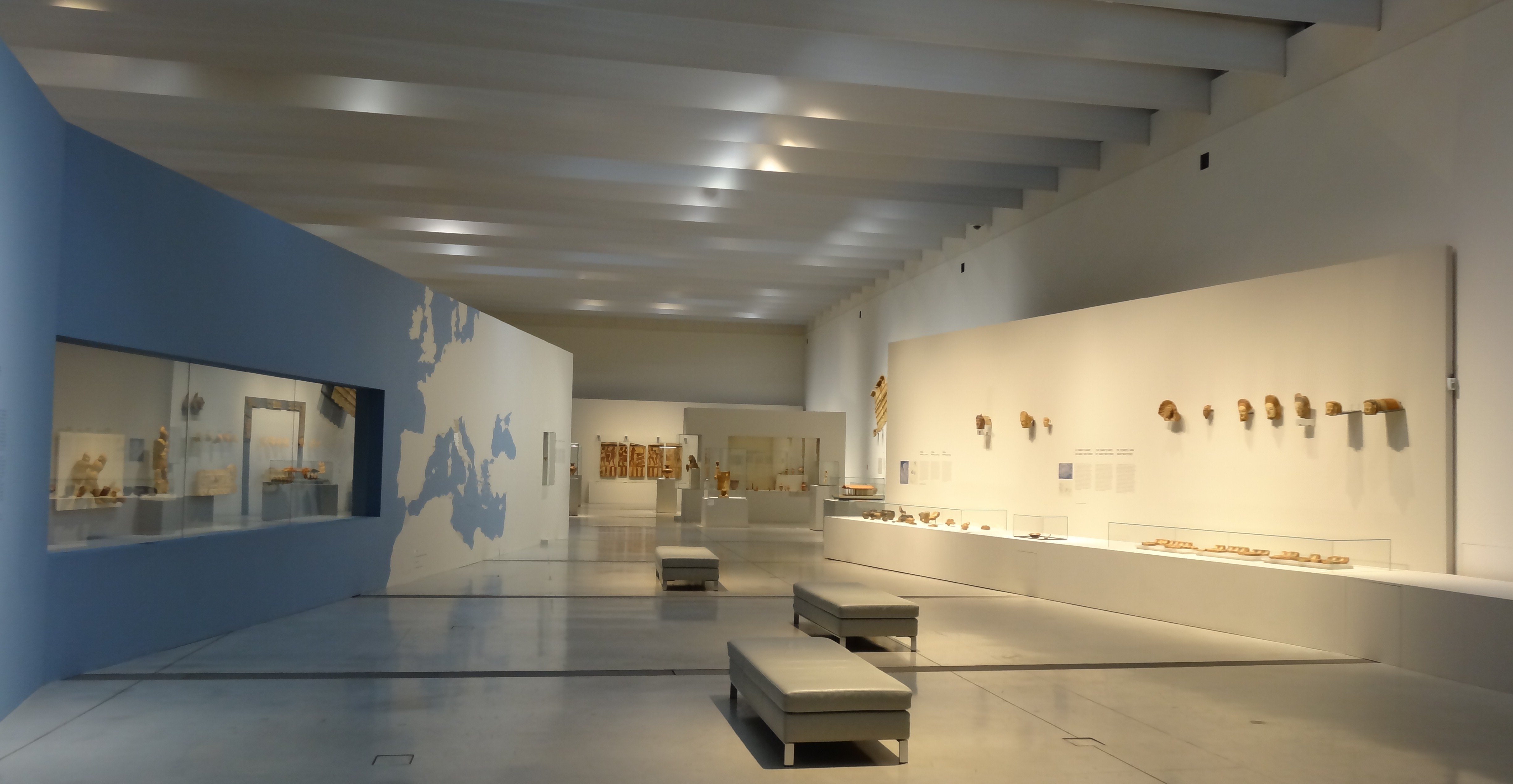
Les Étrusques et la Méditerranée.

- 29 janvier : Xavier Dectot, directeur du musée, et Juliette Guépratte, directrice des publics, ont accueilli vers 11 h 30, à l'entrée de l'exposition La Galerie du temps, le millionième visiteur du musée depuis son inauguration le 4 décembre 2012 : Josiane Hermand, 67 ans[9].
- 10 mars :  l'exposition Les Étrusques et la Méditerranée se termine[7].
- 21 avril : l'exposition Voir le sacré se termine[8].
- 28 mai : l'exposition Les Désastres de la guerre débute[10].
- 6 octobre : l'exposition Les Désastres de la guerre se termine[10].